# Gutów Duży
Gutów Duży [pronunciación en polaco: /ˈɡutuf ˈduʐɨ/] es un pueblo ubicado en el distrito administrativo de Gmina Grabica, dentro del distrito de Piotrków, voivodato de Łódź, en Polonia central. Se encuentra aproximadamente a 6 kilómetros al oeste de Grabica, a 19 km al noroeste de Piotrków Trybunalski, y a 31 kilómetros al sur de la capital regional Łódź.
El pueblo tiene una población de 140 habitantes.